# Radula cretacea
Espèce
Radula cretacea est une espèce de plantes de la famille des Radulaceae. L'espèce est aujourd'hui éteinte, et a prospéré au Crétacé. Elle a été décrite à partir d'un fossile conservé dans de l'ambre de Birmanie, daté d'environ 100Ma. 
Cette espèce d'hépatiques appartient au genre Radula, et plus particulièrement au sous-genre Odontoradula.